# Palavra reservada
Em programação de computadores, uma palavra reservada é uma palavra que, em algumas linguagens de programação, não pode ser utilizada como um identificador por ser reservada para uso da gramática da linguagem. Por exemplo, na linguagem de programação Java, um programador não pode utilizar uma variável com o nome for pois esta palavra é reservada para construção de loops. Ela é uma "palavra chave", e por ser de uso restrito, é também uma "palavra reservada". (Em algumas linguagens, como C ou Java, os termos tem o mesmo significado).
Algumas vezes a especificação de uma linguagem de programação define palavras reservadas para uso futuro. Na linguagem Java, as palavras const e goto são reservadas; elas não tem nenhum significado para a linguagem mas não podem ser utilizadas como identificadores. Isto permite que estas palavras sejam definidas em versões futuras da linguagem sem que o código já escrito seja afetado.